# Prey for the City
Prey for the City is het eerste album van de band Vic du Monte's idiot prayer. Na dit album heeft de band geen materiaal meer opgenomen.

## Track listing
| Nr. | Titel               | Duur |
| --- | ------------------- | ---- |
| 1   | Dead Airline Ticket | 2:40 |
| 2   | Jolene              | 2:24 |
| 3   | Casablanca          | 2:20 |
| 4   | Company Man         | 1:52 |
| 5   | Dream of a Girl     | 3:05 |
| 6   | Death & Man         | 3:45 |
| 7   | Sex at Knifepoint   | 1:35 |
| 8   | Worrying Won't Do   | 3:03 |
| 9   | County Cage         | 2:56 |
| 10  | Connelly 7          | 1:56 |
| 11  | Teen Baby           | 2:34 |

## Bandleden
- Vic Du Monte - zang, gitaar
- Matt Kistler - zang, gitaar
- David Mallchok - zang, basgitaar
- James Childs - keyboard, zang
- Jeremy Jiannoni - drums